# Фургал Сергій Іванович
Сергій Іванович Фургал (рос. Сергей Иванович Фургал ; нар. 12 лютого 1970) — російський політик, з 28 вересня 2018 по 20 липня 2020 року губернатор Хабаровського краю, з 27 грудня 2007 по 28 вересня 2018 року депутат Державної думи РФ. Член партії ЛДПР.

## Життєпис
У 2008 році Фургал був нагороджений Почесною грамотою голови Державної думи за внесок у розвиток законодавства та парламентаризму в Росії.
В обраному у грудні 2011 скликанні Державної Думи він обіймав посаду голови комітету з питань охорони здоров'я з жовтня 2015 року по жовтень 2016 року. З 2005 по 2007 роки він був тимчасовим депутатом Законодавчої думи Хабаровського краю. Має ступінь магістра економіки.

## Губернаторство

### Вибори
Коли Фургал оголосив про свою участь у виборах губернатора Хабаровського Краю 2018-го, вважалося, що він має мало шансів на перемогу, оскільки передбачали, що переможе чинний В'ячеслав Шпорт. Однак у першому турі Фургал здобув несподіваних 35,81 %, тоді як Шпорт отримав 35,62 %. У другому турі Сергій Фургал був обраний губернатором Хабаровського краю перемігши у всіх районах краю і отримавши 69,57 %. Його перемога значною мірою пояснювалася опозиційними настроями, що поділялися як на лівий, так і на правий політичні спектри.
Фургал вступив на посаду 28 вересня 2018 року. Після цього його партія ЛДПР здобула більшість в Законодавчій думі Хабаровського краю, міській Думі Хабаровська, міській Думі Комсомольську-на-Амурі та два місця в Державній Думі у 2019 році.

## Арешт і протести хабаровців
9 липня 2020 року Фургал був заарештований за звинуваченням у причетності до численних вбивств. Його звинувачують у причетності до вбивств кількох бізнесменів у регіоні та прилеглих територіях у 2004 та 2005 роках.
Після арешту С. І. Фургала у Хабаровську та у містах Далекого Сходу РФ розпочалися багатотисячні (до 35 тис. у Хабаровську) мітинги-протести. Гасла: «Свободу Фургалу», «Москва уходи», «Путин — вор», «Путина в отставку» тощо. А 25.07.20 протестна хвиля досягла 100 тис. осіб на вулицях Хабаровська, протести поширилися на ряд інших міст Далекого Сходу і Сибіру.

## Сім'я
Наймолодший з 10 дітей у своїй родині. Один з його братів, В'ячеслав Фургал (24.05.1953 — 13.06.2020), член Законодавчих зборів Хабаровського Краю, помер від COVID-19 . Сергій Фургал одружений і має 3 дітей. Його син Антон Фургал (нар. 2 серпня 1991 р.) також є членом ЛДПР.